# Мирное (Николаевский район)
Мирное (укр. Мирне, до 2016 г. — Червоноармейское) — посёлок в Николаевском районе Николаевской области Украины.
Население по переписи 2001 года составляло 285 человек. Почтовый индекс — 57140. Телефонный код — 512.

## История
В 1946 году указом ПВС УССР посёлок 1-го отделения Нечаянского зерносовхоза переименован в Червоноармейское.

## Местный совет
57140, Николаевская обл., Николаевский р-н, с. Нечаянное, ул. Одесская, 17